# Kaskad Równe
Speedway Klub Kaskad Równe (ukr. Спідвей-Клуб "Каскад" Рівне - Spidwej Kłub "Kaskad" Riwne) – ukraiński klub żużlowy z Równego.
Klub został zarejestrowany w październiku 2008 roku. W sezonie 2011 startował w rozgrywkach polskiej II ligi.

## Starty w polskiej lidze
| Sezon | Rozgrywki ligowe | Rozgrywki ligowe | Rozgrywki ligowe |
| Sezon | Liga             | Liga             | Miejsce          |
| ----- | ---------------- | ---------------- | ---------------- |
| 2011  | III              | II liga          | 6/8              |

| Poziom ligowy | Liczba sezonów | Sezony |
| ------------- | -------------- | ------ |
| III           | 1              | 2011   |